# Zuidoost-Azië

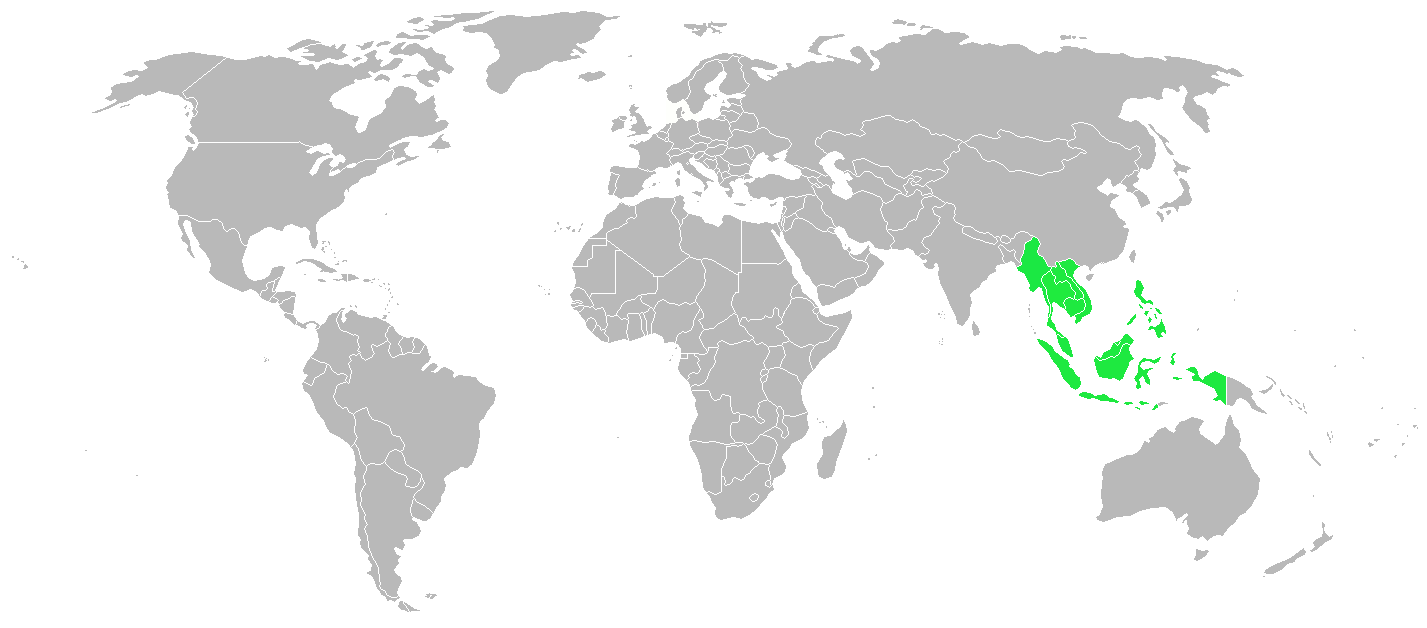
Zuidoost-Azië

Zuidoost-Azië is een regio in het zuidoosten van Azië. Het bestaat uit het vasteland van Vietnam, Laos, Cambodja, Thailand en Myanmar, Maleisië, Indonesië, Singapore, Brunei, Oost-Timor en de Filipijnen, en de eilanden van de Andamanen en Nicobaren. Met een landoppervlak van rond de 4 miljoen km² strekt dit gebied zich uit over 35 lengte- en 50 breedtegraden.
Zuidoost-Azië werd rond de Tweede Wereldoorlog voor het eerst als apart werelddeel aangemerkt door geografen die een regio herkenden die noch tot China, noch tot India, noch tot het Pacifische gebied behoort. Daarvoor werd het gebied meestal gezien als onderdeel van het grotere geheel van "Indië". Vrijwel heel Zuidoost-Azië heeft een tropisch klimaat. In het noorden is sprake van een moessonklimaat met natte en droge jaargetijden, terwijl het zuiden en oosten (met name de Sunda-eilanden en de Filipijnen) een regenwoudklimaat kennen, waarin er het gehele jaar veel regen valt.
In het gebied liggen elf onafhankelijke staten met uiteenlopende bevolkingen en culturen. Er woonden in 2004 meer dan 550 miljoen mensen in de regio, ongeveer 8% van de wereldbevolking. Een vijfde van hen (110 miljoen) woonde op het Indonesische eiland Java alleen. In het noorden (Myanmar, Thailand, Laos en Cambodja) is de cultuur van de meerderheid gebaseerd op het Theravada-boeddhisme. Het zuiden (Maleisië, Singapore, Brunei en Indonesië) is in grote meerderheid deel van de islamitische wereld. In het oosten van Indochina (Vietnam) is de Chinese cultuur dominant en de Filipijnen kennen sterke Europese en Amerikaanse invloeden. Hoewel de cultuur van Zuidoost-Azië deels voortkomt uit die van China en India, heeft de regio zijn eigen afwijkende, culturele, sociale, religieuze en politieke tradities. Het huidige Zuidoost-Azië (met uitzondering van Birma) is een gebied van snelle economische groei, wat zich uit in gestegen welvaart en snelle verstedelijking. De landen van de regio zijn economisch verenigd in het samenwerkingsverband ASEAN, dat zich inzet voor meer economische groei en vreedzame samenwerking.

## Definitie en afbakening
De term 'Zuidoost-Azië' werd voor het eerst gebruikt in 1839 door de Amerikaan Howard Malcolm in zijn boek Travels in South-eastern Asia. Het boek van Malcolm beschrijft grote delen van het vasteland van Zuidoost-Azië waaronder Malaya, Siam, Burma en delen van India en China. De Filipijnen en Nederlands-Indië waren dus geen onderdeel van deze definitie. Tijdens de Tweede Wereldoorlog zetten de geallieerden het South East Asia Command (SEAC) op. SEAC had geen duidelijke definitie van Zuidoost-Azië, maar zorgde er wel voor dat de term bekender werd. SEAC richtte zich in eerste instantie vooral op India, Burma, Ceylon, Malaya, Siam en het noordelijke deel van Sumatra. Later richtte SEAC zich ook op de rest van Nederlands-Indië en het zuidelijke deel van de Unie van Indochina (Cambodja en Vietnam). Na de Tweede Wereldoorlog heeft de definitie van Zuidoost-Azië zich langzamerhand uitgekristalliseerd.
Zuidoost-Azië wordt nu gewoonlijk gedefinieerd als de regio ten zuiden van China, ten oosten van het Indisch subcontinent en ten noordwesten van Australië (continent). Daarmee omvat het de tien lidstaten van ASEAN, plus Oost-Timor. De Indonesische provincies Papoea en West-Papoea worden gewoonlijk niet tot Zuidoost-Azië gerekend maar tot Oceanië. Anderzijds zijn de in de Indische Oceaan gelegen Andamanen en Nicobaren (India), Christmaseiland en Cocoseilanden (Australië) wel onderdeel van Zuidoost-Azië.

## Flora en Fauna

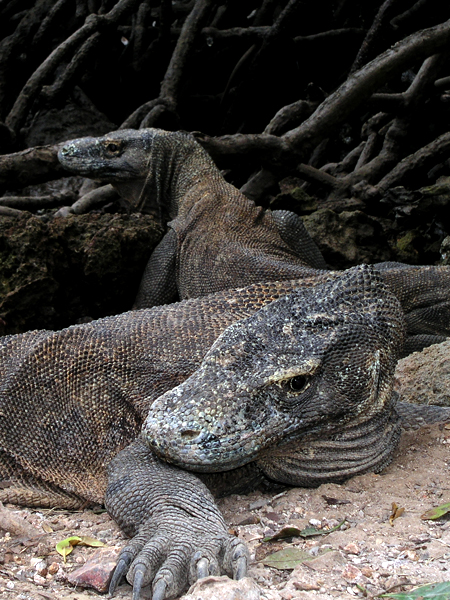
Komodovaraan

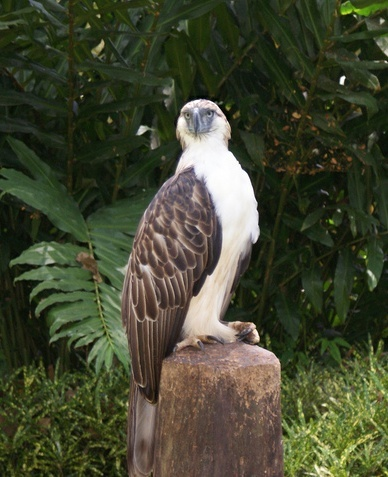
Apenarend

Zuidoost-Azië kent een warm en vochtig tropisch klimaat met moessonregens. Het gebied kent een grote biodiversiteit. Enkele grotere zoogdieren uit de regio zijn de orang-oetan, de Aziatische olifant, de Maleise tapir, de Sumatraanse neushoorn, de Borneose nevelpanter en de beermarter.
Op Sumatra leven drie verschillende ondersoorten van tijgers: de Sumatraanse tijger, de Maleise tijger en de Noord-Indochinese tijger. Van deze laatste wordt vermoed dat hij intussen al uitgestorven is in het wild.
Op het eiland Komodo en andere eilanden van Indonesië leeft ’s werelds grootste hagedis, de Komodovaraan.
De apenarend is de nationale vogel van de Filipijnen. Deze vogel is de grootste arend ter wereld. Hij is overigens endemisch in de Filipijnse bossen, wat wil zeggen dat hij enkel daar in het wild leeft. Verder leven er in Zuidoost-Azië veel pauwen, drongo's en neushoornvogels.
Ook runderen leven wijdverspreid in Zuidoost-Azië. Zo zijn er onder meer de anoa en de waterbuffel. Ook de gaur en dwergherten komen er veelvuldig voor. Ook bekend zijn de wilde varkens die in de regenwouden leven: babiroessa's.